# 중력적색편이

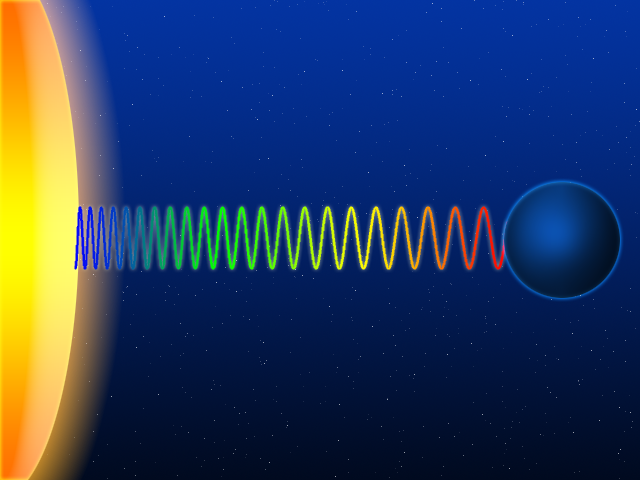

중력적색편이(重力赤色偏移, gravitational redshift) 또는 아인슈타인 편이(Einstein shift)는 천체물리학에서 어떤 중력장 안에 놓인 어떤 광원으로부터 방출되는 전자기파를 그 광원보다 중력이 작은 곳에 위치한 관찰자가 보았을 때 진동수가 감소하여 적색편이 현상이 생긴다. 진동수는 시간(정확히 말하자면 파동의 한 파가 완료되는 데 걸리는 시간)의 역수인 고로, 전자기파의 진동수가 감소한다는 것은 곧 걸리는 시간이 증가, i.e. 시간이 느리게 간 것을 의미(중력시간지연)한다.
마찬가지로 중력이 강한 곳의 관찰자가 중력이 약한 곳의 광원에서 나오는 빛을 보았을 때는 반대로 청색편이가 일어난다.

## 정의
적색편이는 무차원 변수 {\displaystyle z}로 표현되며, 이는 다음과 같이 파장의 변화 비로 정의된다.
{\displaystyle z={\frac {\lambda _{o}-\lambda _{e}}{\lambda _{e}}}}
이때
{\displaystyle \lambda _{o}\,}는 관찰자에게 측정된 전자기파(광자)의 파장이고,
{\displaystyle \lambda _{e}\,}는 광원에서 측정된 전자기파(광자)의 파장이다.
광자의 중력적색편이는 일반상대론의 슈바르츠실트 계량을 따라 다음과 같이 계산된다.
{\displaystyle \lim _{r\to \infty }z(r)={\frac {1}{\sqrt {1-{\frac {r_{s}}{R_{e}}}}}}-1}
이때 {\displaystyle r_{s}}는 슈바르츠실트 반경이다.
{\displaystyle r_{s}={\frac {2GM}{c^{2}}}},
이때 {\displaystyle G}는 뉴턴의 중력상수이고, {\displaystyle M}는 중력을 발생원의 질량, {\displaystyle c}는 광속, {\displaystyle R_{e}}는 중력 발생원의 중심으로부터 광자가 방출되는 곳까지의 거리이다. 적색편이는 슈바르츠실트 반경 안에서 방출되는 광자에 대해서는 정의되지 않는다. 그 안에서는 탈출속도가 광속보다 커지기 때문에 애초 빛이 탈출할 수 없다(블랙홀). 때문에 이 공식은 {\displaystyle R_{e}\geq r_{s}}일 때만 성립한다. 광자가 슈바르츠실트 반경과 동일한 거리에서 방출될 경우, 적색편이는 무한대로 커지고 광자는 슈바르츠실트 구를 탈출할 수 없다. 반면 광자가 중력원으로부터 무한히 먼 거리에서 방출될 경우, 적색편이는 0에 수렴한다.
{\displaystyle R_{e}}가 슈바르츠실트 반경 {\displaystyle r_{s}}에 비해 충분히 크다면, 적색편이는 다음과 같은 이항전개로 근사된다.
{\displaystyle \lim _{r\to \infty }z_{\mathrm {approx} }(r)={\frac {1}{2}}{\frac {r_{s}}{R_{e}}}={\frac {GM}{c^{2}R_{e}}}}
진동수 {\displaystyle \nu =c/\lambda }(즉 광자의 에너지는 {\displaystyle h\nu })에 대한 적색편이 공식은 상기 파장 공식으로부터 다음과 같이 단순하게 연역된다.
{\displaystyle \lim _{r\to \infty }\nu _{r}=\nu _{e}{\sqrt {1-{\frac {r_{s}}{R_{e}}}}}}
이때 {\displaystyle \nu _{e}}는 방출 지점에서의 진동수이고 {\displaystyle \nu _{r}}은 중력원의 질량중심으로부터의 거리 {\displaystyle r>R_{e}}에서의 진동수이다. 또한 에너지 보존 법칙에 따라
{\displaystyle h\nu _{\infty }=h\nu _{1}{\sqrt {1-{\frac {r_{s}}{R_{1}}}}}=h\nu _{2}{\sqrt {1-{\frac {r_{s}}{R_{2}}}}}}
그러므로 거리 {\displaystyle R_{2}}에서 방출된 진동수 {\displaystyle \nu _{2}}의 광자를 거리 {\displaystyle R_{1}}의 관찰자가 측정하는 일반화된 경우(이때 거리라 함은 중력원의 질량중심으로부터가 기준점) 방정식은 다음과 같이 된다.
{\displaystyle \nu _{1}=\nu _{2}{\sqrt {\frac {R_{1}(R_{2}-r_{s})}{R_{2}(R_{1}-r_{s})}}}}
이때 역시 {\displaystyle R_{1},R_{2}>r_{s}} 조건은 만족되어야 한다.

## 같이 보기
- 등가원리
- 중력 시간 팽창
- 적색편이
- 중력파